# 杜鵑蚜
杜鵑蚜（学名：Sinomegoura rhododendri）为常蚜科修尾蚜屬下的一个种。